# Vollpappe
Vollpappe steht für alle massiven Pappen, die einlagig, mehrlagig (gegautscht) oder mehrschichtig (geklebt) sind. Das Flächengewicht von Vollpappe reicht von etwa 500 bis 3000 g/m². Mit der Benennung als Vollpappe werden die Dichte und die homogene Struktur dieses Packstoffes treffend beschrieben. Vollpappe wird meistens aus mehreren Schichten hergestellt, wobei bis zu 100 Prozent der Masse aus recycelter Fasermasse, das heißt aufbereitetem Altpapier besteht.
Altpapier ist der wichtigste Rohstoff bei der Herstellung von Vollpappe. Die unterschiedlichen Vollpappe-Sorten werden zu 100 Prozent aus wiedergewonnenen Faserstoffen (Sekundärrohstoffen) hergestellt. Vollpappe und Verpackungen aus Vollpappe durchlaufen einen nahezu geschlossenen Recycling- und Lebenszyklus.
Im Jahr 2015 belief sich der Marktanteil in Deutschland von Verpackungsmitteln aus Vollpappe auf rund 8,7 Prozent.

## Sorten
Maschinenpappe
- VP1: Vollpappe, hellgrau gedeckt
- VP2: Vollpappe, ungedeckt
- VPB: Vollpappe, einseitig braun
- VPBB: Vollpappe, zweiseitig braun
- VPW: Vollpappe, einseitig weiß
- VPWW: Vollpappe, zweiseitig weiß
- VPBW: Vollpappe, einseitig braun – einseitig weiß
- VPF: Vollpappe, einseitig farbig
- VPFF: Vollpappe, zweiseitig farbig

Geklebte Vollpappen
- VK: Vollpappe, geklebt
- VKW: Vollpappe, einseitig weiß geklebt
- VKWW: Vollpappe, zweiseitig weiß geklebt
- VKB: Vollpappe, einseitig braun geklebt
- VKBB: Vollpappe, zweiseitig braun geklebt
- VKBW: Vollpappe, einseitig braun – einseitig weiß geklebt
- VKP: Vollpappe, einseitig Polyethylen geklebt
- VKPP: Vollpappe, zweiseitig Polyethylen geklebt
- VKA: Vollpappe, einseitig Aluminium geklebt
- VKAA: Vollpappe, zweiseitig Aluminium geklebt
- VKAP: Vollpappe, einseitig Aluminium – einseitig Polyethylen geklebt
- VKWAP: Vollpappe, einseitig Wachspapier geklebt

Geklebte Vollpappen können mit Karton oder Papier geklebt bzw. kaschiert werden.

## Vorteile Vollpappe
- Breites Sortiment: können bedarfsgerecht und individuell hergestellt werden, zum Beispiel Displays, Umverpackungen, Transportverpackungen, Versandverpackungen.
- Nutzung: Flach, aufgerichtet oder als Zuschnitt sind Verpackungen aus Vollpappe jederzeit schnell, komfortabel und wirksam anwendbar.
- Ausrüstung: Fettbarrieren, werbliche Gestaltung und Bedruckung.
- Feuchtigkeitsbeständig: Perfekt für Produkte unter gekühlten, tiefgefrorenen und feuchten Bedingungen.
- Kosten-Nutzen-Effizienz: preisbewusste Produktion, automatisierte Prozesse, maschinelles Packen.
- Hohe Lauffähigkeit bei Verarbeitungslinien.
- Robust, stabil und platzsparend: Vollpappe ist ein fester und widerstandsfähiger Packstoff, der besonders kompakt ist, weil bei der Produktion feuchte Faserstoffe gepresst werden; Schicht für Schicht entsteht so eine dichte Lage. Die Dicke der Vollpappe sagt aus, wie dicht und stabil das Material ist. Zudem werden die Verpackungen flachliegend geliefert und können so bis zur Verwendung gelagert werden, dies spart Lagerraum.[4]

## Nachhaltigkeit
Vollpappe und Verpackungen aus Vollpappe decken den ökologischen Leitgedanken der Nachhaltigkeit, der Ressourcenschonung und des Rohstoffkreislaufes.
Diese werden zu 100 % aus dem Altpapier produziert, welches im Handel, Industrie, Verwaltung und Haushalten gesammelt wurde.
Diese Fasern werden bis zu sechs Mal wiederverwendet. Damit diese sich nicht stark verkürzen, werden diese immer wieder mit neuerem Altpapier gemischt. Dadurch wird einer Verschlechterung der Qualität gegengesteuert.
Vollpappe durchläuft somit einen nahezu geschlossenen Materialkreislauf.
Das Recycling trägt in erheblichem Umfang zur Nachhaltigkeit des Papierkreislaufs bei.

## Vollpappe-Verpackungen
Zur Erzeugung von Vollpappe-Verpackungen werden die Vollpappe-Bögen erst bedruckt. Seine Form bekommt der Verpackungszuschnitt durch Stanzen, Rillen, Ritzen, Perforieren und Prägen. Die Verknüpfung der Schachtelwände erfolgt durch Klebung, Drahtheftung, Steckverbindungen oder Falt- und Klemmverbindungen. Diese werden in unterschiedlichen Konstruktionen für verschiedenste Güter benutzt.

## Anwendung von Vollpappe
- Verpackungen, wie Gemüsesteigen, Trays, Geschenkverpackungen, Verkaufs- und Lebensmittelverpackungen
- Bierdeckel, Bucheinbände, Aktenordner
- Industrieanwendungen, wie Zwischenlagen, Hülsen, robuste Versandverpackungen
- Grafische Anwendungen, wie Brettspiele, Werbedisplays, Luxusverpackungen, Bücher[9]

80 % der Vollpappe wird in der Lebensmittelindustrie eingesetzt.